# San José Poaquíl
San José Poaquíl – miasto w południowej Gwatemali,  w departamencie Chimaltenango, leżące w odległości 30 km na północ od stolicy departamentu. Miasto jest siedzibą władz gminy o tej samej nazwie, która w 2012 roku liczyła 24 019 mieszkańców. Gmina jest niewielka, a jej powierzchnia obejmuje 100 km², leżące w centralnej części Sierra Madre de Chiapas.